# Hylaeus altaicus
Hylaeus altaicus är en biart som beskrevs av Dathe 1986. Hylaeus altaicus ingår i släktet citronbin, och familjen korttungebin. Inga underarter finns listade i Catalogue of Life.